# Варнью, Алекс
Алекс Варнью (венг. Varnyú Alex; род. 1 августа 1995, Будапешт) — венгерский конькобежец, специализирующийся в шорт-треке. 2-кратный призёр чемпионатов мира, чемпион Европы.

## Биография
Алекс Варнью начала кататься на коньках в возрасте 7-ти лет в Будапеште. Уже в январе 2004 года на открытом чемпионате Венгрии среди мальчиков он занял 3-е место в беге на 500 м и 4-е место в общем зачёте многоборья. В декабре на Кубке Санта-Клауса выиграл 1-е место в общем зачёте. В сезоне 2005/06 годов выиграл открытые чемпионаты Румынии, Чехии, Паннонии среди мальчиков. В феврале 2007 года на национальном чемпионате Венгрии среди юниоров занял 3-е место в общем зачёте.
С 2007 по 2010 года он постоянно попадал на подиумы на всех юниорских турнирах. В январе 2010 года на юниорском чемпионате Венгрии Алекс вновь поднялся на 3-е место в многоборье, а через месяц занял 7-е место на взрослом чемпионате Венгрии, повторив этот результат в течение следующих 2-х лет. В марте 2011 года выиграл серебро чемпионата Венгрии среди юниоров. Варнью начал Кубок мира впервые в Москве в феврале 2012 года и финишировал 35-м на дистанции 1500 м и 33-м на дистанции 1000 м.
В том же феврале 2012 года впервые участвовал на чемпионате мира среди юниоров в Мельбурне и в составе команды занял 4-е место в эстафете. В сезоне 2012/13 он участвовал на Кубке мира только на 6-м этапе в Дрездене в феврале 2013 года в беге на 1500 м, где стал 21-м и 36-м. На юниорском чемпионате мира в Варшаве в абсолютном зачёте занял 28-е место.
Алекс ещё раз занял 2-е место на Национальном чемпионате среди юниоров в феврале 2014 года, а на чемпионате мира среди юниоров в Эрзуруме он завоевал серебряную медаль в эстафете. На Кубке мира в сезоне 2014/15 не показал хороших результатов и на юниорском чемпионате мира в Осаке также стал только 28-м в общем зачёте и 4-м в эстафете.
В октябре 2016 года он впервые поднялся на 6-е место в чемпионате Венгрии в абсолютном зачёте. В августе 2017 года на отборе в национальную сборную на сезон 2017/18 Алекс Варнью занял 2-е и 4-е места в беге на 500 м, 3-е место в беге на 1000 м, 4-е место в беге на 1500 м, и в общем зачёте занял 3-е место, попав в команду. В марте 2018 года он занял 8-е место в эстафете на чемпионате мира в Монреале. В октябре занял 3-е место в общем зачёте чемпионата Венгрии.
В сезоне 2018/19 он одержал свои первые победы на Кубке мира в Калгари, а затем и в Солт-Лейк-Сити в эстафете и занял 3-е место в Дрездене. В январе 2019 года выиграл золотую медаль в эстафете на чемпионате Европы в Дордрехте. В марте 2019 года он завоевал бронзовую медаль в эстафете на чемпионате мира в Софии, а в индивидуальном зачёте занял 33-е место.
В сентябре 2019 года на национальном чемпионате стал 4-м в многоборье и отобрался в сборную на следующий сезон, а в декабре на Кубке мира в Шанхае выиграл серебро в эстафетной гонке. В январе 2020 года на чемпионате Европы в Дебрецене занял 4-е место в эстафете. В феврале на Кубке мира в Дрездене он стал 4-м в эстафете, после чего все соревнования были отменены из-за пандемии коронавируса.
На чемпионате мира в Дордрехте 2021 года Алекс завоевал серебряную медаль в эстафете. В сезоне 2021/22 на Кубке мира он начал участие только на домашнем этапе в Дебрецене и выиграл бронзу в эстафете.